# Arora (navegador web)
L'Arora és un navegador web lleuger, multi-plataforma, lliure i open source, avui descatalogat. S'executa sota Linux, FreeBSD, Mac OS X, Windows, Haiku i qualsevol altra plataforma suportada pel tolkit Qt.
Les característiques d'Arora inclouen adreces d'interès, historial, navegació per pestanyes, barra d'adreces intel·ligent, gestió de sessions, mode de navegació privada, gestor de descàrregues, Inspector Web i AdBlock.